# Nelly Kamwelu
Nelly Alexsandra Kamwelu (Distretto di Ilala, 1993) è una modella tanzaniana, incoronata Miss Uruguay 2011 il 27 maggio presso il Golden Tulip Dar di Dar es Salaam, in rappresentanza della regione di Dar es Salaam.
La Kamwelu ha ricevuto la corona dalle mani della detentrice del titolo uscente, Hellen Dausen di Arusha.
Nelly Kamwelu ha rappresentato la Tanzania in occasione di Miss Universo 2011, che si è tenuto a São Paulo, in Brasile, il 12 settembre 2011.